# Giuseppe Gentile
Giuseppe Gentile (ur. 4 września 1943 w Rzymie) – włoski lekkoatleta, który specjalizował się w trójskoku.
Brązowy medalista igrzysk olimpijskich w Meksyku (1968) - podczas tych zawodów Włoch dwukrotnie ustanowił nowy rekord świata. W eliminacjach skoczył 17,10 poprawiając o 7 centymetrów dotychczasowy rekord należący od 1960 roku do Józefa Szmidta. Podczas finału w pierwszej serii Gentile uzyskał wynik 17,22 pobijając swoje własne osiągnięcie z eliminacji. W kolejnych seriach olimpijskiego konkursu rekord świata został pobity jeszcze trzykrotnie do wyniku 17,39 (w ostatniej kolejce skoczył tyle Wiktor Saniejew). W swoim drugim olimpijskim starcie – w Monachium w roku 1972 - zajął 16. miejsce. Trzy razy uczestniczył w uniwersjadzie – Budapeszt 1965 (4. miejsce), Tokio 1967 (brązowy medal z wynikiem 15,84) oraz Turyn 1970 (5. miejsce). Dwa razy stawał na drugim stopniu podium igrzysk śródziemnomorskich - Neapol 1963 oraz Tunis 1967. W roku 1969 zajął siódme miejsce w mistrzostwach Europy, które odbyły się w Atenach. Wielokrotny medalista mistrzostw kraju. Reprezentant Włoch w meczach międzypaństwowych – także przeciwko Polsce. Rekord życiowy: 17,22 (17 października 1968, Meksyk).

## Filmografia
- Medea jako Jazon (1969)